# Elezioni presidenziali in Croazia del 2000
Le elezioni presidenziali in Croazia del 2000 si tennero il 24 gennaio (primo turno) e il 7 febbraio (secondo turno); videro la vittoria di Stjepan Mesić, sostenuto dal Partito Popolare Croato.

## Risultati
| Stjepan Mesić      | Partito Popolare Croato    | 1 100 671 | 41,31 | 1 433 372 | 56,01 |  |  |  |
| Dražen Budiša      | HSLS - SDP                 | 741 837   | 27,84 | 1 125 969 | 43,99 |  |  |  |
| Mate Granić        | Unione Democratica Croata  | 601 588   | 22,58 |           |       |  |  |  |
| Slaven Letica      | Indipendente               | 110 782   | 4,16  |           |       |  |  |  |
| Anto Đapić         | Partito Croato dei Diritti | 49 288    | 1,85  |           |       |  |  |  |
| Ante Ledić         | Indipendente               | 22 875    | 0,86  |           |       |  |  |  |
| Tomislav Merčep    | Partito Croato del Popolo  | 22 672    | 0,85  |           |       |  |  |  |
| Ante Prkačin       | Nuova Croazia              | 7 401     | 0,28  |           |       |  |  |  |
| Zvonimir Šeparović | Indipendente               | 7 235     | 0,27  |           |       |  |  |  |
| Totale             | Totale                     | 2 664 349 | 100   | 2 559 341 | 100   |  |  |  |
|                    |                            |           |       |           |       |  |  |  |
| Voti non validi    | Voti non validi            | 13 212    | 0,49  | 29 779    | 1,15  |  |  |  |
| Votanti            | Votanti                    | 2 677 561 |       | 2 589 120 |       |  |  |  |